# جورج بنجامين
جورج بنجامين (بالإنجليزية: George Benjamin) هو معلم موسيقى وعازف بيانو وملحن وموسيقي بريطاني، ولد في 31 يناير 1960 في لندن في المملكة المتحدة.

## وصلات خارجية
- جورج بنجامين على موقع IMDb (الإنجليزية)
- جورج بنجامين على موقع مونزينجر (الألمانية)
- جورج بنجامين على موقع ميوزك برينز (الإنجليزية)
- جورج بنجامين على موقع أول ميوزيك (الإنجليزية)
- جورج بنجامين على موقع ديسكوغز (الإنجليزية)